# عبد الحميد وشاحي
عبد الحميد عيد محمود الوشاحي (ولد في إجزم عام 1940 - استشهد في لبنان في 20 تموز 1976)، مناضل فلسطيني، لعب دورا مهما في قيادة العمل العسكري في المقاومة الفلسطينية الستينات والسبعينات. اختفى مع حنا ميخائيل في عرض البحر في قارب متوجه من بيروت إلى طرابلس

## نشأته
ولد عام 1940 في إجزم لعائلة فلاحية بسيطة، عَمِل في طفولته في الرعي ولم يتسنى له الالتحاق بمدرسة، ولجأ في حرب 1948 مع أسرته إلى شمال الأردن.

## عمله النضالي
التحق بحركة فتح عام 1964 وعُرِف باسمائه الحركية نعيم أبو محمود ونعيم العرقوب فيما بعد، وكانت أرض عائلته وبيتهم في شمال الأردن مركز انطلاق المتسللين إلى الأرض المحتلة إلى أن تم كشف الأمر لينتقل بعدها إلى سوريا. في صيف 1966 اعتقلته السلطات اللبنانية ضمن مجموعة فدائية بعد تنفيذهم عملية شمال فلسطين.
بعد معركة الكرامة عام 1968، شُكلت ثلاثة قطاعات على خط المواجهة الأردني - الإسرائيلي، وتسلم نعيم قيادة قطاع الجنوب في الأردن. بعد الخروج من الأردن بعد ايلول الاسود 1971 عُين قائدا لكتيبة نسور العرقوب في جنوب لبنان واُنتخب عضوا في المجلس الثوري لحركة فتح.
سافر في 1975 إلى فييتنام لتلقى دورات عسكرية، وقد كان نعيم قائد تلك الدورة رغم كونه أمّيا. شارك في هذه الدورة القيادي والأكاديمي حنا ميخائيل (أبو عمر) الذي علمه الكتابة والقراءة.
كان الوشاحي ذا سمعة حسنة بين المقاتلين، وعُرف عنه معارضته لتوجه قيادة منظمة التحرير للحل السلمي ورفضه لحل الدولتين؛ ومعارضته لتوجهات ياسر عرفات وتعامله معه بندّية.

## الاختفاء والاستشهاد
في الحرب الأهلية في لبنان، وبعداستشهاد عبد الإله دراغمة (الحاجّ حسن) قائد قطاع طرابلس؛ أرسل الوشاحي في 20 تموز 1976 مع حنا ميخائيل وأبو الوفا (جودت المصري) وآخرين لتسلم القيادة في طرابلس، وتوجهت المجموعة من بيروت إلى طرابلس بحرا في زوق مطاطي (اذ كانت القوات السورية وقوات المردة تسيطر على الطرق)، واختفى الزورق في عرض البحر ولم يعرف مصير المجموعة، واعتبروا شهداء.